# El Capo 3
El capo 3 es la tercera temporada de la serie El capo producida por Fox Telecolombia para RCN Television y MundoFox. Está protagonizada por Marlon Moreno, Cristina Umaña y Oscar Borda con la actuaciones antagónicas de Manuel Navarro y las actuaciones estelares de Alfonso Herrera, Natalia Jerez y Katherine Vélez.
La serie contó con un elenco internacional encabezado por Alfonso Herrera,  Juan Alfonso Baptista, Michelle Manterola, Marcelo Dos Santos, Keller Wortham, Manuel Navarro entre otros. Fue grabada en locaciones de Colombia, México, Estados Unidos, Italia, España y Marruecos.

## Sinopsis
Después de todo lo que ha vivido hasta el momento, El Capo está a punto de iniciar su proyecto más ambicioso: acabar con el imperio mundial del narcotráfico que el mismo ayudó a crear, inundando las calles de droga gratuita para boicotear este negocio ilícito. Esta nueva aventura lo llevará por distintos lugares del planeta a enfrentar diferentes mafias internacionales y sus acciones afectarán los intereses de un ser supremo de la mafia mundial que se opondrá con vehemencia a los intereses de Pedro Pablo León Jaramillo. No solo la vida de El Capo estará en riesgo, sino también tendrá que decidir el destino de su corazón, pues estará rodeado de mujeres dispuestas a todo para conquistarlo. 

## Elenco
| Actor                   | Personaje                                          |
| ----------------------- | -------------------------------------------------- |
| Marlon Moreno           | Pedro Pablo León Jaramillo                         |
| Katherine Vélez         | Isabel Cristina Marín                              |
| Cristina Umaña          | Bruna                                              |
| Oscar Borda             | Oswaldo Tovar "Tato"                               |
| Natalia Jerez           | Juliana León Marín                                 |
| Juan Carlos Vargas      | Teniente Coronel Diego Velandia (Director del CNI) |
| Michelle Manterola      | Kiara                                              |
| Juan Alfonso Baptista   | Gabriel Aldana "Pitre"                             |
| Marcelo Dos Santos      | William Bianchini "Terrible - Terry" +             |
| Alfonso Herrera         | Juan Vicente Blanco "Niño Malo"                    |
| Manuel Navarro          | Jacob Bauman +                                     |
| Didier Van Der Hove     | Pavel Asimov +                                     |
| Martha Isabel Bolaños   | Irma +                                             |
| Maia Landaburu          | Marly Ochoa                                        |
| Jairo Camargo           | Camello +                                          |
| Luis Fernando Bohórquez | Valeriano +                                        |
| Claude Pimont           | Silvio +                                           |
| Daniel Lugo             | Pacifico Blanco +                                  |
| María Adelaida Puerta   | Pilar Monroy "La Perry " + (flashback)             |